# 둥만총성
둥만총성(중국어 간체자: 东满总省, 정체자: 東滿總省, 병음: Dōngmán, 한국어: 동만총성)은 만주국의 성이다. 1943년 10월, 만주국 정부가 젠다오성, 무단장성, 둥안성을 통합하여 둥만총성을 신설하였다. 1945년 5월, 둥만총성은 폐지되었고, 젠다오성(间岛省)과 둥만성으로 분할되었다.

## 같이 보기
- 만주국의 행정 구역